# Karl Brunner (Politiker, 1905)
Karl Brunner (* 12. April 1905 in Berlin; † 13. November 1951 in Neuwied) war ein deutscher Politiker (SPD).

## Leben und Beruf
Karl Brunner absolvierte eine Lehrerausbildung. Da er aber keine Anstellung fand, arbeitete er zuerst als Telefonist für die Berliner Redaktionen mehrerer auswärtiger Zeitungen. Er war später als Pressestenograph und Redakteur. Nach 1945 zog er in das Rheinland, wo er zunächst Redakteur der Rheinischen Zeitung in Köln war. 1947 wurde er Chefredakteur der Neuen Ruhr Zeitung in Essen. 1949 wurde er zum Vorsitzenden des Rheinisch-Westfälischen Journalistenverbandes und zum stellvertretenden Vorsitzenden des Nordwestdeutschen Journalistenverbandes gewählt.
Bei der ersten Bundestagswahl 1949 wurde er über die Landesliste Nordrhein-Westfalen ins Parlament gewählt, dem er bis zu seinem frühen Tode 1951 angehörte. Er war stellvertretender Vorsitzender des Ausschusses für Fragen der Presse, des Rundfunks und des Films und außerdem Mitglied des Ausschusses für Grenzlandfragen.